# Los Manantiales, Ocuilan
Los Manantiales, även El Río Chiquito, är en ort i kommunen Ocuilan i delstaten Mexiko i Mexiko. Samhället hade 1 144 invånare vid folkräkningen år 2020.